# Гейзер (водопад)
Гейзер — водопад, расположенный в Крыму на реке Алака. Крупнейший в каскаде водопадов на ней. Находится в 9 км на северо-восток от Алушты, в балке Сотера.
Над Гейзером на Алаке находится ещё один водопад — Джурла.

## Особенности
Название водопаду дали из-за его вида — вода падает с десятиметрового каменного уступа двумя струями, одна из которых обрушивается на выступающий камень, растекаясь по нему пенистым потоком. При ударе о камень часть воды отскакивает наверх, что создаёт иллюзию биения гейзера.
Наиболее полноводен ранней весной. Состоит из двух ручьёв, но в конце жаркого лета правая часть водопада практически осушается.